# ニビャ・マリーニョ
ニビャ・エリーダ・マリーニョ・ベッリーニ（Nibya Élida Mariño Bellini, 1920年3月23日 - 2014年9月1日）は、ウルグアイ出身のピアノ奏者。
モンテビデオの出身。幼少期からヴィルヘルム・コリシェに音楽を学び、６歳で初舞台を踏んだ。11歳の時にブエノスアイレスのコロン劇場でエルネスト・アンセルメの指揮によりロベルト・シューマンのピアノ協奏曲を弾いてデビューを飾った。その後、ウルグアイ政府の計らいにより、パリに留学し、1935年からエコールノルマル音楽院でアルフレッド・コルトーやマルセル・シャンピに師事。また、アメリカでクラウディオ・アラウの薫陶も受けた。1938年のウジェーヌ・イザイ・コンクールで５位入賞を果たし、第二次世界大戦後に欧米でリサイタルを開いて好評を博したが、1950年代からウルグアイ国内に演奏活動を制限した。
モンテビデオにて没。

## 註
| スタブアイコン | サブスタブ | この項目は、まだ閲覧者の調べものの参照としては役立たない、音楽関係者（バンド等）に関連した書きかけの項目です。この項目を加筆・訂正などしてくださる協力者を求めています（P:音楽/PJ:芸能人）。 |